# ニーナ・アリアンダ
ニーナ・アリアンダ（Nina Arianda,  1984年9月18日 - ）は、アメリカ合衆国の女優、舞台女優である。

## 来歴
1984年、ニューヨーク市のマンハッタンに生まれる。ドイツとウクライナの家庭だった。ニュージャージー州のクリフトンとドイツのハイデルベルクのそれぞれで育ち、ニューヨーク大学のティッシュ校で演劇を専攻し、2009年に卒業した。
大学を卒業した同年に『ボーン・イエスタデイ』の主役を演じたブロードウェイデビューを果たす。2012年に主演したブロードウェイ劇『Venus in Fur』では、その演技力が高く評価されて同年のトニー賞 演劇主演女優賞を受賞した。舞台での活動はその後も続け、サム・ロックウェルなどとも共演している。テレビや映画などでも徐々に活躍の幅を広げており、ウディ・アレン監督の『ミッドナイト・イン・パリ』やメリル・ストリープとヒュー・グラントが共演した『マダム・フローレンス! 夢見るふたり』などの他、ビリー・ボブ・ソーントン主演の弁護士ドラマ『弁護士ビリー・マクブライド』などへもレギュラーキャストとして出演している。

## 出演作品

### 映画
- WIN WIN ダメ男とダメ少年の最高の日々 Win Win (2011)
- ハイヤー・グラウンド Higher Ground (2011)
- ミッドナイト・イン・パリ Midnight in Paris (2011)
- ペントハウス Tower Heist (2011)
- ラブストーリーズ コナーの涙 The Disappearance of Eleanor Rigby: Him (2013)
- ラブストーリーズ エリナーの愛情 The Disappearance of Eleanor Rigby: Her (2013)
- ニューヨーク ザ・ギャング・シティ Rob the Mob (2014)
- The Humbling (2014)
- マダム・フローレンス! 夢見るふたり Florence Foster Jenkins (2016)
- 僕たちのラストステージ Stan & Ollie (2018)
- リチャード・ジュエル Richard Jewell (2019)
- 愛すべき夫妻の秘密 Being the Ricardos (2021)

### テレビドラマ
- グッド・ワイフ The Good Wife (2011)
- 30 ROCK/サーティー・ロック 30 Rock (2012)
- HOSTAGES ホステージ Hostages (2013)
- ハンニバル Hannibal (2015)
- マスター・オブ・ゼロ Master of None (2015)
- Horace and Pete (2016)
- ウディ・アレン6つの危ない物語 Crisis in Six Scenes (2016)
- 弁護士ビリー・マクブライド Goliath (2016 - 2020)
- ビリオンズ Billions (2019)
- マーベラス・ミセス・メイゼル The Marvelous Mrs. Maisel (2023)